# Страна (Бузет)
Страна (итал. Strana) је насељено место у континенталном делу Истарске жупаније у Републици Хрватској. Административно је у саставу Града Бузета.

## Становништво
Према задњем попису становништва из 2001. године у насељу Страна живело је 49 становника који су живели у 14 породичних домаћинстава.
Кретање броја становника по пописима 1857—2001.
| година пописа  | 1857. | 1869. | 1880. | 1890. | 1900. | 1910. | 1921. | 1931. | 1948. | 1953. | 1961. | 1971. | 1981. | 1991. | 2001. |
| бр. становника | 125   | 135   | 166   | 174   | 189   | 197   | 0     | 0     | 145   | 120   | 89    | 64    | 54    | 43    | 49    |

Напомена:У 1921. и 1931. подаци су садржани у насељу Бузет. У 1857. и 1869. део података садржан је у насељу Цуњ.